# LogMeIn Hamachi
 (septembre 2012).
Si vous disposez d'ouvrages ou d'articles de référence ou si vous connaissez des sites web de qualité traitant du thème abordé ici, merci de compléter l'article en donnant les références utiles à sa vérifiabilité et en les liant à la section « Notes et références ».
LogMeIn Hamachi est une application qui permet de créer un réseau privé virtuel assez simplement, notamment sous Windows. Pour cela, l'application cherche à établir des liens chiffrés entre les différents ordinateurs constituant le réseau et ce quelle que soit la topologie réseau dans laquelle se trouve respectivement chaque machine et sans intervenir sur la configuration du réseau ou de la machine. Ainsi, les données des utilisateurs ne sont pas mises en danger et le programme est inoffensif et sécurisé pour l'utilisateur[réf. nécessaire].
Hamachi est disponible pour Microsoft Windows, Mac OS X et Linux.

## Principe
C'est un système de Réseau privé virtuel (en anglais : VPN) distribué avec une gestion centralisée. Il comporte une grappe de serveurs gérée par le fournisseur du logiciel ainsi que le logiciel client qui est installé sur les ordinateurs des utilisateurs.
Le réseau privé virtuel est de type distribué car l'échange de données entre les différents clients s'effectue par le biais de connexions pairs à pairs, mais sa gestion est centralisée car la signalisation de présence ou non de pairs ainsi que l'établissement de connexion entre ces pairs se fait par le biais des serveurs gérés par le fournisseur du logiciel.
Le client ajoute une carte réseau virtuelle à l'ordinateur sur lequel il est installé et gère le trafic de cette carte comme un VPN. Le trafic envoyé à cette carte par le système d'exploitation est chiffré et authentifié par le client puis envoyé au client distant via une session UDP.
Chaque client se connecte à la grappe de serveurs. Lors de la phase de connexion, le logiciel découvre la topologie réseau dans laquelle il se trouve pour atteindre Internet. (Découverte des routeurs NAT et des pare-feu notamment)
Quand le membre d'un réseau se connecte ou se déconnecte, le serveur indique aux autres clients d'établir ou de supprimer les tunnels à ce membre.
Hamachi assigne une adresse IP dans le réseau 25.0.0.0/8. Cette adresse est attribuée la première fois qu'un client se connecte (auparavant le réseau distribuait des IP 5.0.0.0/8.
Hamachi est fréquemment utilisé pour les jeux vidéo dont Garry's Mod ou encore Minecraft et l'administration distante.
Le fournisseur propose les services basiques gratuitement et vend des services améliorés aux utilisateurs plus exigeants. Le nombre d'ordinateurs maximum dans la version gratuite est de 5. Au delà, un abonnement est nécessaire.

## Limites
La gestion des adresses IP 5.0.0.0/8 par RIPE, qui a rendu celles-ci routables (2010-11) a compromis une bonne partie de l'adressage "privé" d'Hamachi, du moins dans ses premières versions. Pire, une personne avec Hamachi installé sur son poste pouvait être bloquée pour accéder aux serveurs légitimes utilisant des adresses commençant par 5.x.x.x.

## Compatibilité
Des versions d'Hamachi sont disponibles pour les systèmes d'exploitation suivants :
- Microsoft Windows 2000 et supérieur (mode graphique)
- Linux (Noyau Linux 2.4 et supérieur) en mode console
  - Il existe plusieurs interfaces graphiques
- Mac OS X (en mode console)
  - Il existe une interface graphique